# Torsten Carleman
Torsten Carleman (suec: Tage Gillis Torsten Carleman)  (Visseltofta, 8 de juliol de 1892 - Danderyd, 11 de gener de 1949) va ser un matemàtic suec.

## Vida i Obra
Carleman va néixer al llogaret de Visseltofta (municipi d'Osby), on el seu pare era mestre d'escola, però va fer els estudis secundaris a la ciutat de Växjö. El 1910 va ingressar a la universitat d'Uppsala, en la qual va obtenir el doctorat el 1917. Els anys següents van ser d'una activitat de recerca intensa a la pròpia universitat, fins que el 1923 va ser nomenat professor de la universitat de Lund. El curs anterior, 1922-23, havia estat invitat pel Collège de France a dirigir el Cours Peccot.
El 1924 va ser nomenat professor de la universitat d'Estocolm i, tres anys més tard, en morir Gösta Mittag-Leffler el 1927, va ser nomenat director del Institut de Màtemàtiques que aquest havia fundat uns anys abans. Es va traslladar a viure a la villa a Djursholm (molt a la vora d'Estocolm i seu de l'institut) i se'n va fer càrrec fins a la seva mort el 1949. Però no va ser capaç de posar en marxa els plans de l'institut, en part per la manca de fons i en part pel seu caràcter, més inclinat a la contemplació matemàtica que a l'emprenedoria.
Carleman va publicar una seixantena llarga d'articles científics majoritàriament sobre equacions diferencials i integrals. És recordat, sobre tot, per la inequació que porta el seu nom (1939) i que és una extensió de l'equació de Laplace. El 1922 també va obtenir la solució de l'equació integral amb nucli logarítmic que ara s'anomena equació de Carleman.